# Уиттингем, Стэнли
Майкл Стэнли Уиттингем (англ. Michael Stanley Whittingham; род. 22 декабря 1941, Англия) — британо-американский химик, один из создателей литий-ионных батарей. Лауреат Нобелевской премии по химии 2019 года совместно с Джоном Гуденафом и Акирой Ёсино.
Член Национальной инженерной академии США (2018).

## Биография
Закончил бакалавриат, магистратуру и аспирантуру (1968) в Оксфордском университете. До 1972 года был постдоком в Стэнфордском университете. С 1972 по 1984 год работал в Exxon Research & Engineering Company. Потом 4 года работал на Schlumberger. Позднее стал профессором Бингемтонского университета.
Уиттингем является одним из исследователей литий-ионных батарей, в частности он разработал концепцию электродной интеркаляции. Данной тематикой он начал заниматься во время работы в нефтяных компаниях.